# Morske orgulje
Morske orgulje u Zadru jedinstveno su arhitektonsko ostvarenje, zanimljiv i originalan spoj arhitekture i glazbe. Za razliku od običnih orgulja pogonjenih mjehovima ili zračnim pumpama, zvuk tih orgulja nastaje pod utjecajem energije mora, odnosno valova te plime i oseke. Nalaze se na zapadnom dijelu zadarske rive u neposrednoj blizini Pozdrava Suncu.

## Od ideje do realizacije
Autor Morskih orgulja je ing. Nikola Bašić, a koautori dipl. ing. Ivica Stamać (zvuk); dr. prof. Vladimir Andročec (hidraulika) te orguljarski atelier Heferer (projekt i ugađanje svirala).
U prvoj fazi dogradnje zapadne dijela Poluotoka projektant Nikola Bašić predvidio je izvedbu tzv. morskih orgulja koje čine sastavni dio obalnog zida na dijelu rive ispod tzv. bijele kuće. Riva je na tome zapadnom dijelu kaskadno denivelirana u dužini od 75 metara. Svaka sekvenca ima u rivu ugrađene cijevi različitih promjera koje pod utjecajem mora "ispuštaju" različite zvukove.

## Orgulje

### Tehnička strana
Orguljarski atelje "Heferer" dao je proračune za svirale (proreze koji artikuliraju zvuk). Bojeći se korozije koja u prvom redu može nauditi svirali, najprije se mislilo uporabiti okitenske cijevi, ali kako se radi o termički labilnom materijalu, koji nije pogodan zbog zazora koji mijenja zvuk u labiumu (labiumi = zviždaljke), Goran Ježina predložio je okitenske cijevi u sustavu, a samu sviralu od inoxa, koji se može kontrolirati i precizno obraditi.

### Glazbena strana
Akustičar i glazbenik Ivica Stamać je složio sedam zvukovnih klastera od 2 durska akorda (G i C6) koji se izmjenjuju skalinade. Izbor tonova i akorda napravljen je na glazbenoj matrici klapske pjesme.

## Promocija
Morske orgulje svečano su otvorene 15. travnja 2005. na zadarskoj rivi, čime je obilježen i završetak radova na dijelu Istarske i obale kralja Petra Krešimira IV. Projekt je financiran iz državnog proračuna u iznosu od 43 milijuna kuna, a završetak obnove rive svečano je označila tadašnja gradonačelnica Zadra Ana Lovrin. 
Projekt proširenja pristaništa financiran s 40 milijuna kuna izradio je Tankerkomerc, a obuhvaća izgradnju 150 metara Istarske i 180 metara obale kralja Petra Krešimira IV. s ugrađenim stubama s morskim orguljama. Paralelno s izgradnjom Istarske obale sanirano je 100 metara Istarske i 100 metara Liburnske obale, čime je postignuta stabilnost i sigurnost za prihvat brodova. To je resorno Ministarstvo financiralo s dodatnih tri milijuna kuna.

## Nagrade
U svibnju 2006. godine arhitekt Nikola Bašić osvojio je za projekt Morskih orgulja u Zadru Europsku nagradu za urbani javni prostor. Nikola Bašić prvu nagradu podijelio je s nizozemskom skupinom arhitekata koja je nagrađena za projekt u Zaanstadu i to u konkurenciji od 207 projekata iz 31 europske zemlje. Europska nagrada za urbani javni prostor dodjeljuje se bijenalno, a utemeljena je 1999. s ciljem davanja priznanja u obnovi i stvaranju javnih urbanih prostora.

## Vanjske poveznice

### Sestrinski projekti
|  | Zajednički poslužitelj ima još gradiva o temi Morske orgulje |

### Mrežna sjedišta
- Zadar.hr – Morske orgulje  Arhivirana inačica izvorne stranice od 26. rujna 2013. (Wayback Machine)
- Gradjevinart.com – Morske orgulje i Pozdrav Suncu  Arhivirana inačica izvorne stranice od 11. kolovoza 2014. (Wayback Machine)
- Slobodna Dalmacija.hr – Marijana Klarić: »Zadarske morske orgulje među najčudnijim instrumentima na svijetu«